# Giuliano Pisapia
Giuliano Pisapia (n. 20 mai 1949, Milano, Italia) este un politician italian.